# Mark O’Donnell
Mark O’Donnell (* 19. Juli 1954 in Cleveland, Ohio; † 6. August 2012 in New York City, New York) war ein US-amerikanischer Schriftsteller.

## Leben
Mark O’Donnell war der Zwillingsbruder des Fernsehautors Steve O’Donnell. Sein Vater war Schweißer, seine Mutter Hausfrau. Er studierte 1976 an der Harvard University.
Er war Koautor des Musicals Hairspray, für das er 2003 den Tony Award erhielt.
O’Donnell starb 2012 in seiner Wohnung in Manhattan nach einem plötzlichen Zusammenbruch.